# Hartley Sawyer
 (juillet 2019).
Si vous disposez d'ouvrages ou d'articles de référence ou si vous connaissez des sites web de qualité traitant du thème abordé ici, merci de compléter l'article en donnant les références utiles à sa vérifiabilité et en les liant à la section « Notes et références ».
Hartley Sawyer, né le 25 janvier 1985 à Goshen aux États-Unis, est un acteur, producteur et écrivain américain. Il est connu pour son rôle de Kyle Abbott dans le feuilleton télévisé Les Feux de l'amour sur CBS Daytime et celui de Ralph Dibny / Elongated Man dans Flash sur CW.

## Carrière
En mars 2013, Sawyer obtient le rôle de Kyle Abbott dans le feuilleton de CBS Daytime , Les Feux de l'amour. Il fait ses débuts dans la série le 24 avril 2013. En décembre, il a été annoncé que Sawyer se retirait du rôle après huit mois dans la série et fut remplacé par Lachlan Buchanan. Il fait sa dernière apparition le 27 janvier 2014.
En 2014, il a joué dans le thriller Kept Man et dans la comédie de super-héros Caper du créateur d' Eureka Amy Berg. En 2015, Sawyer a co-écrit la série de documentaires Courageous Leaders et a joué un rôle de premier plan dans le drame SPiN ayant pour thème Wall Street.
En juillet 2017, Sawyer a été sélectionné pour jouer le rôle de Ralph Dibny / Elongated Man dans la série de super-héros The Flash) où il interprète un enquêteur privé qui parle vite et qui est capable d'étirer son corps sous toutes ses formes. Le personnage apparaît pour la première fois dans le quatrième épisode de la quatrième saison. En juin de l'année suivante, il devient un des acteurs principaux de la série. Sawyer est renvoyé avant le tournage de la saison 7 après que des propos homophobes, racistes et misogynes ont été retrouvés sur ses réseaux sociaux, datant de 2013-2014.

## Filmographie

### Courts-métrages
- 2006 : Thursday : Andrew Kepling
- 2015 : SPiN : Scott Angelus

### Télévision

#### Séries télévisées
- 2010-2011 : Glory Daze : Brian Sommers (10 épisodes)
- 2012 : Jane by Design : Brad (1 épisode)
- 2012 : GCB : Bozeman Peacham (3 épisodes)
- 2012 : Don't Trust the B---- in Apartment 23 : Charles (1 épisode)
- 2013 : NCIS : Los Angeles : Alan Sanderson (1 épisode)
- 2013-2014 : Les Feux de l'amour : Kyle Abbott
- 2014 : Suburgatory : Janitor (1 épisode)
- 2015 : The McCarthys : Daniel (1 épisode)
- 2015 : Filthy Preppy Teens : Nathaniel (1 épisode)
- 2016 : Laura : Matthew / Priestley (2 épisodes)
- 2016 : Single by 30 : Scott (1 épisode)
- 2017 : Saving the Human Race : Joansey (6 épisodes)
- 2017-2020 : The Flash : Ralph Dibny / Elongated Man
- 2017 : The Flash: Stretched Scene (web-série) : Ralph Dibny / Elongated Man (3 mini-épisodes)